# Grad Montreal
Grad Montréal (arabsko: مونتريال; latinsko: Mons Regalis) je križarski grad na vzhodni strani Arabah, postavljen ob strani skalnate, stožčaste gore, ki gleda čez sadno drevje spodaj. Ruševine, imenovane Shoubak (arabsko: الشوبك), so v sodobnem mestu Shoubak v Jordaniji.

## Zgodovina
Grad je leta 1115 zgradil Baldvin I. Jeruzalemski med odpravo na območje, kjer je leta 1116 zajel Akabo ob Rdečem morju. Prvotno se je imenoval 'Krak de Montreal' ali 'Mons Regalis', poimenovan v čast kraljevemu prispevku k njegovi izgradnji (Mont Royal).
Grad stoji na mestu z okroglim vrhom, ki je ločen od preostale planote Edoma, ki je skupaj z Moabom tvoril jedro Oultrejordaina. Kljub videzu je bila ravnica razmeroma rodovitna lokacija, zaradi česar je bilo območje skupaj s strateškim pomenom zelo zaželeno. Grad je bil strateško pomemben zaradi dejstva, da je dominiral tudi na glavnem prehodu iz Egipta v Sirijo. To je omogočilo, da bi tisti, ki je obvladoval grad, obdavčil ne le trgovce ampak tudi tiste, ki so bili na romanjih v Meko in Medino . Ena od glavnih pomanjkljivosti lokacije je bilo vprašanje, s katerim so se križarji srečevali na celotnem Bližnjem vzhodu, to pa je bilo pomanjkanje zanesljivega vira vode. To težavo so rešili z gradnjo predora navzdol po hribu do dveh z izvirom napajanih zbiralnikov. Tunel je omogočil, da so branilci lahko odhajali in prinašali vodo, ne da bi se izpostavljali napadalcem. 
V lasti kraljeve družine Jeruzalemskega kraljestva je ostal do leta 1142, ko je postala del gospostva Oultrejordain. Hkrati se je središče gospostva preselilo v grad Al-Karak, močnejšo trdnjavo severno od Montreala. Skupaj z Al-Karakom je grad kraljestvu dolgoval šestdeset vitezov. Prvi gospodar Oultrejordaina je bil Filip Nabluški. Dal ga je Philipu de Millyju, nato pa je prešel k Raynaldu iz Châtillona, ko se je poročil s Stephanie de Milly. Raynald je grad uporabil za napad na bogate karavane, ki so prej smele neovirano potovati. Zgradil je tudi ladje, nato pa jih je prepeljal čez kopno do Rdečega morja in načrtoval napad na Meko. To je bilo nevzdržno za Ajuubide sultana Saladina, ki je napadel kraljestvo leta 1187 . Po zajetju Jeruzalema je kasneje v letu oblegal Montreal. Med obleganjem naj bi branilci prodali žene in otroke za hrano in imeli težave s slepoto zaradi 'pomanjkanja soli'. Zaradi hriba Saladin ni mogel uporabljati oblegovalnih naprav, vendar je grad po skoraj dveh letih maja 1189 končno padel v njegove roke, nakar so se družine branilcev vrnile k njim. Po zajetju ga je Saladin (Salah al-Din) podelil svojemu bratu, al-'Adilu, ki ga je imel do smrti leta 1193. Med pogajanji med križarji in Ajubidi v letih 1218-19 so bili slednji nepripravljeni predati lastništvo Montreala in Al-Karaka, kar je bil glavni razlog, da so bila pogajanja prekinjena. Leta 1261 je mameluški sultan Baybars napadel grad in ga prenesel pod nadzor Egipta.

## Zgradba
Malo je ostankov prvotnih križarskih utrdb. Čeprav še nikoli ni bil v celoti izkopan, je znano, da je bil sklop treh obzidij, ki so delno ohranjena. Najpomembnejši ostanki križarskega dela gradu so ostanki kurtine, ki je tekla znotraj poznejših muslimanskih dodatkov in dveh kapelic. Stolpi in zidovi so okrašeni z vklesanimi napisi iz obdobja mameluške obnove iz 14. stoletja, v notranjosti pa je ruševina. Moški po imenu Thietmar, ki je grad videl leta 1217 po muslimanskem osvajanju, ga je označil za »najbolj odlično trdnjavo, obdano s trojnimi zidovi in močno, kot sem jo kdaj koli videl«. Zunanjim obzidjem in stolpom gre pripisati pokroviteljstvo mamluškega sultana Lajina. 
Grad trenutno preiskuje italijanska arheološka ekipa z Univerze v Firencah .